# Tomorrow Can Wait
Tomorrow Can Wait é uma canção do francês David Guetta, que incluiu a produção do DJ  e produtor alemão Tocadisco, lançada como single em 2008.
É uma música do seu terceiro álbum, Pop Life, de 2007, quarto single desse álbum, interpretado pelo cantor Chris Willis, produzido por Guetta e Joachim Garraud.

## Videoclipe
No vídeo oficial podem ser vistos o cantor Chris Willis e Kelly Thibaud, ambos vestidos de policiais que patrulham as ruas de Wilshire Boulevard, Los Angeles, Califórnia, e o próprio Guetta. A modelo e atriz Kelly Thibaud também participou de vários vídeos como Love Is Gone (2007), Baby When the Light (2007) e Delirious (2008).

## Faixas
- French CD Single

1. "Tomorrow Can Wait" (Radio Edit) — 3:10
2. "Tomorrow Can Wait" (Club Mix) — 6:44

- European CD Single

1. "Tomorrow Can Wait" (Radio Edit) — 3:10
2. "Tomorrow Can Wait" (Tocadisco Evil Mix) — 6:07
3. "Tomorrow Can Wait" (Arias Seat Ibiza Remix) — 7:21
4. "Tomorrow Can Wait" (Sharam Remix DG Edit) — 6:21
5. "Tomorrow Can Wait" (Club Mix) — 6:44

## Desempenho nas paradas
| Lista (2008)                      | Melhor posição |
| --------------------------------- | -------------- |
| Áustria (Ö3 Austria Top 75)       | 47             |
| Bélgica (Ultratop 50 de Flandres) | 44             |
| Bélgica (Ultratop 50 da Valônia)  | 19             |
| França (SNEP)                     | 7              |
| Países Baixos (Single Top 100)    | 35             |
| Suíça (Schweizer Hitparade)       | 43             |